# Another Day on Earth
Another Day on Earth (с англ. — «Ещё один день на Земле») — альбом Брайана Ино, вышедший 13/14 июня 2005 года на лейбле Hannibal Records, первый за более чем два десятилетия его альбом, содержащий вокальные композиции.

## Об альбоме
Говоря об этом альбоме, Брайан Ино сказал: «Первый, который я сделал в таком роде за очень долгое время … лет 25 или больше». В дополнение он изложил свои нынешние соображения на стихотворные тексты в музыке: «Написание песен сейчас — самая сложная задача в музыке. Музыку нынче делать очень легко, но тексты — это действительно последняя очень сложная проблема в музыке. Что должны делать тексты, по-моему, — это включать некоторую часть твоего мозга в таком виде поисковой активности, при котором твой мозг хочет сказать: 'Вот некоторые провокационные ключи, может быть они к тому, о чём эта песня'.»

## Список композиций
1. This
2. And Then So Clear
3. A Long Way Down
4. Going Unconscious
5. Caught Between
6. Passing Over
7. How Many Worlds
8. Bottomliners
9. Just Another Day
10. Under
11. Bone Bomb

## Участники записи
- Брайан Ино — вокал, различные инструменты
- Джон Хопкинс — клавишные
- Лео Эбрамс — гитара
- Дачесс Нелл Кэтчпол — скрипка
- Уилли Грин — ударные
- Эйли Кук — вокал
- Саймон Хейворт — мастеринг
- Оформление релиза — Сара Вермеерш
- Фотография (на обороте) — Кин Сиюан
- Титульная фотография, оформление обложки — Брайан Ино